# Powerman (Duathlon)

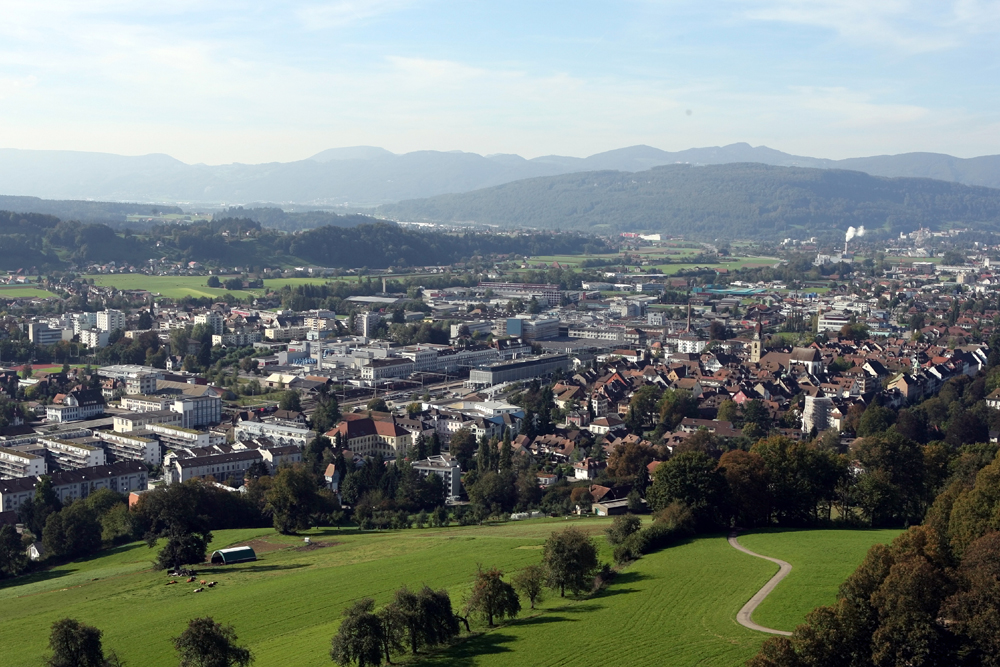
Powerman Zofingen – Austragungsort der Duathlon-Weltmeisterschaft über die Langdistanz

Powerman ist eine international ausgetragene Serie von Duathlon-Veranstaltungen. Duathlon ist eine Ausdauersportart, bestehend aus einem Mehrkampf zweier Disziplinen: Er besteht aus einer Laufdistanz, einer Radfahretappe und dann erneut einer Laufdistanz, die direkt hintereinander ausgetragen werden.

## Organisation
Die Powermanserie entstand 1994 mit zunächst zwölf Wettkämpfen als weltweite Qualifikationsserie für den aus dem 1989 initial durch Urs Linsi und Bruno Imfeld veranstalteten „Zofinger Run & Bike“ entstandenen Powerman Zofingen. Das Preisgeld beim Powerman Zofingen übertraf mit bis zu 300.000 US-Dollar in den 1990er-Jahren sogar jenes des Ironman Hawaii.

## Austragungsorte
Die Powerman-Rennen werden von der IPA (International Powerman Association) international über verschiedene Distanzen ausgetragen:

### Powerman Alabama
Erstmals ausgetragen wurde dieses Rennen 1996 in Birmingham (Alabama).
Dieser Powerman wird heute im Oak Mountain State Park ausgetragen (10 km Laufen, 60 km Radfahren und 10 km Laufen). 2012 wurden hier die US-amerikanischen Duathlon-Meisterschaften ausgetragen.
| Datum/Jahr        | Erster Platz         | Zweiter Platz       | Dritter Platz     |
| ----------------- | -------------------- | ------------------- | ----------------- |
| 30. November 2014 | Todd Allen           | Andrew Zeller       | Jd Snipes         |
| 6. April 2013     | *                    |                     |                   |
| 25. Mai 2012      | Caleb Goldkamp       | Chris Giordanelli   | Stephen Dupree    |
| 27. März 2011     | Ryan Giuliano        | Dave Slavinski      | Dereck Treadwell  |
| 28. März 2010     | Joerie Vansteelant   | Matthew Sheeks      | David Thompson    |
| 19. April 2009    | David Thompson -3-   | Dereck Treadwell    | John Phillips     |
| 13. April 2008    | David Thompson -2-   | Arthur Mathisen     | Chris Giordanelli |
| 15. April 2007    | David Thompson       | Tom Jeffrey         | Josiah Middaugh   |
| 9. April 2006     | Tom Jeffrey -2-      | David Thompson      | Tim Menoher       |
| 10. April 2005    | Tom Jeffrey          | Greg Krause         | Travis Kuhl       |
| 28. März 2004     | Greg Watson          | Tim Luchinske       | Richard Graemiger |
| 30. März 2003     | Greg Watson          | Cameron Widoff      | Tim Luchinske     |
| 24. März 2002     | Armand Van Der Smiss | Ryan Bolton         | Huub Maas         |
| 25. März 2001     | Huub Maas            | Greg Watson         | Michael Tobin     |
| 26. März 2000     | Benny Vansteelant    | Marino Vanhoenacker | Michael Tobin     |
| 28. März 1999     | Michael Tobin        | Greg Watson         | Cameron Widoff    |
| 28. März 1998     | Keith Casserly       | Greg Watson         | Jeff Devlin       |
| 29. März 1997     | Alec Rukosuev        | Keith Casserly      | Greg Watson       |
| 1996              | Greg Watson          |                     |                   |

| Jahr | Erster Platz          | Zweiter Platz      | Dritter Platz    |
| ---- | --------------------- | ------------------ | ---------------- |
| 2014 | Ryan Streicker        | Shannon Dawkins    | Emily Borden     |
| 2013 | *                     |                    |                  |
| 2012 | Kirsten Sass          | Michelle Parsons   | Laura Kline      |
| 2011 | Michelle Parsons      | Deanna Newman      | Gail Katouf      |
| 2010 | Marisa Asplund        | Jessica Jacobs     | Deanna Newman    |
| 2009 | Jessica Jacobs        | Uli Brömme         | Heidi Jane Sarna |
| 2008 | Amy Kloner            | Deanna Frank       | Bianca Simpson   |
| 2007 | Alisha Lion           | Gabriela Loskotová | Rachel Sears     |
| 2006 | Andrea Ratkovic -2-   | Deanna Frank       | Lauren Jensen    |
| 2005 | Andrea Ratkovic       | Heather Haviland   | Marjan Huizing   |
| 2004 | Desirée Ficker -3-    | Tina Walter        | Bianca Simpson   |
| 2003 | Desirée Ficker -2-    | Deanna Frank       | Heather Haviland |
| 2002 | Desirée Ficker        | Andrea Ratkovic    | Marjan Huizing   |
| 2001 | Edwige Pitel          | Laura Drake        | Marjan Huizing   |
| 2000 | Kimberly Bruckner -2- | Fiona Docherty     | Pamela Birsinger |
| 1999 | Kimberly Bruckner     | Joanna Zeiger      | Lucy Smith       |
| 1998 | Heather Fuhr -2-      | Lucy Smith         | Lauren Maule     |
| 1997 | Heather Fuhr          | Lucy Smith         | Lauren Maule     |
| 1996 | Susanne Nedergaard    |                    |                  |

### Powerman Arizona
in den USA (10 km Laufen, 60 km Radfahren und 10 km zweiter Lauf)
| Datum/Jahr       | Erster Platz | Zweiter Platz   | Dritter Platz |
| ---------------- | ------------ | --------------- | ------------- |
| 15. Februar 2015 | Lee Piercy   | Simon Holzapfel | Chris Gregory |

| Jahr | Erster Platz        | Zweiter Platz | Dritter Platz |
| ---- | ------------------- | ------------- | ------------- |
| 2015 | Cecilia Davis-Hayes | Maria Chaira  | Lauren Olson  |

### Powerman Australia
2015 wird das Rennen in Grampins ausgetragen
| Datum/Jahr        | Erster Platz  | Zweiter Platz | Dritter Platz |
| ----------------- | ------------- | ------------- | ------------- |
| 2015              |               |               |               |
| 10. November 1996 | Tony Olsen    | Jonathan Hall | Rodney Gordon |
| 1995              | Jonathan Hall |               |               |

| Jahr | Erster Platz | Zweiter Platz | Dritter Platz |
| ---- | ------------ | ------------- | ------------- |
| 2015 |              |               |               |
| 1996 | Joanne King  | Nancy Riedel  | Debbie Nelson |
| 1995 |              |               |               |

### Powerman Austria
Der Powerman Austria wurde erstmals 1997 ausgetragen.
Seit 2005 wird hier auch immer wieder der Staatsmeister auf der Duathlon-Langdistanz ermittelt. 2014 fanden hier die ETU-Europameisterschaften der Elite-Athleten und der Klasse U23 statt. Die Österreichische Staatsmeisterschaft auf der Duathlon-Langdistanz wurde am 24. Juli 2016 zum zehnten Mal in Weyer ausgetragen.
Das Rennen geht über die folgenden Distanzen:
- 15,6 km Laufen
- 82,4 km Radfahren
- 7,3 km Laufen

Der Belgier Joerie Vansteelant konnte hier schon sechsmal gewinnen.
Bei den Frauen können die Ungarin Erika Csomor sowie die Dänin Susanne Svendsen bereits drei Siege vorweisen.
Die für den 19. August 2017 geplante Austragung wurde im Januar abgesagt, denn an diesem Wochenende fanden auch die Duathlon-Weltmeisterschaften in Kanada statt. 2018 gab es wieder eine Austragung mit Austragung der Staatsmeisterschaft. Für 2019 musste das Rennen wegen fehlender Finanzierung abgesagt werden und die Fortführung ist noch ungewiss.
| Datum/Jahr        | Erster Platz           | Zweiter Platz      | Dritter Platz         |
| ----------------- | ---------------------- | ------------------ | --------------------- |
| 17. August 2018   | Søren Bystrup          | Gaël Le Bellec     | Zoltan Senczyszyn     |
| 24. Juli 2016     | Anthony Le Duey        | Karl Prungraber    | Christoph Lorber      |
| 23. August 2015   | Pieter Rijnders        | Søren Bystrup      | Anthony Le-Duey       |
| 24. August 2014   | Rob Woestenborghs      | Benoît Nicolas     | Philip Wylie          |
| 18. August 2013   | Søren Bystrup          | Joerie Vansteelant | Andre Moser           |
| 19. August 2012   | Joerie Vansteelant -6- | Søren Bystrup      | Anthony Le-Duey       |
| 19. August 2011   | Joerie Vansteelant -5- | Andy Sutz          | Anthony Le-Duey       |
| 22. August 2010   | Andy Sutz              | Siegfried Bauer    | Karl Prungraber       |
| 2009              | Joerie Vansteelant -4- | Anthony Le-Duey    | Andy Sutz             |
| 24. August 2008   | Joerie Vansteelant -3- | Andy Sutz          | Bart Aernouts         |
| 2. September 2007 | Joerie Vansteelant -2- | Andy Sutz          | Karl Prungraber       |
| 3. September 2006 | Joerie Vansteelant     | Karl Prungraber    | Hans Fischer Mogensen |
| 4. September 2005 | Heinz Planitzer        | Jason Spong        | Andy Sutz             |
| 22. August 2004   | Wiktor Sjemzew         | Yannick Djouadi    | Bernhard Hiebl        |
| 18. August 2002   | Huub Maas              | Stefan Riesen      | Jurgen Dereere        |
| 3. Juni 2001      | Benny Vansteelant      | Olivier Bernhard   | Stefan Riesen         |
| 4. Juli 1999      | Olivier Bernhard       | Stefan Riesen      | Roland Ballerstedt    |
| 22. Juni 1997     | Urs Dellsperger        | Daniel Keller      | Norman Stadler        |

| ÖTRV Österreichische Staatsmeisterschaft Duathlon-Langdistanz | ETU Europameisterschaft Duathlon |

| Jahr | Erster Platz              | Zweiter Platz                | Dritter Platz                |
| ---- | ------------------------- | ---------------------------- | ---------------------------- |
| 2018 | Sandrina Illes            | Victoria Schenk              | Kristína Neč-Lapinová        |
| 2016 | Victoria Schenk           | Sandrina Illes               | Julia Viellehner             |
| 2015 | Susanne Svendsen -3-      | Victoria Schenk              | Sandrina Illes               |
| 2014 | Katie Hewison             | Andrea Mayr                  | Sandra Levenez               |
| 2013 | Julia Viellehner          | Susanne Svendsen             | Simone Helfenschneider-Ofner |
| 2012 | Susanne Svendsen -2-      | Simone Helfenschneider-Ofner | Petra Eggenschwiler          |
| 2011 | Susanne Svendsen          | Erika Csomor                 | Jacqueline Uebelhart         |
| 2010 | Erika Csomor -3-          | Jacqueline Uebelhart         | Michelle Parsons             |
| 2009 | Sylvie Quittot            | Victoria Beck                | Michelle Parsons             |
| 2008 | Victoria Beck             | Nicole Klingler              | Katharina Baldinger          |
| 2007 | Michelle Parsons          | Monika Feuersinger           | Veerle D’haese               |
| 2006 | Sine Gasbjerg             | Michelle Parsons             | Solveig von der Fecht        |
| 2005 | Ulrike Schwalbe           | Réka Brassay                 | Karin Gaberc                 |
| 2004 | Erika Csomor -2-          | Nicole Klingler              | Tania Haiböck                |
| 2002 | Karin Thürig              | Edwige Pitel                 | Lenka Ilavská                |
| 2001 | Erika Csomor              | Karin Thürig                 | Ariane Gutknecht             |
| 1999 | Dolorita Fuchs-Gerber -2- | Erika Csomor                 | Astrid Kopp                  |
| 1997 | Dolorita Fuchs-Gerber     | Susanne Rufer                | Paola Lenzi                  |

### Powerman Belgien
als „Powerman Vlaanderen“ in Geel (10 km Laufen, 60 km Radfahren und 10 km Laufen)

Im August 2014 konnte die Dänin Susanne Svendsen das Rennen zum dritten Mal in Folge für sich entscheiden.
| Datum/Jahr      | Erster Platz           | Zweiter Platz         | Dritter Platz    |
| --------------- | ---------------------- | --------------------- | ---------------- |
| 5. Juli 2018    |                        |                       |                  |
| 3. August 2014  | Anthony Le Duey        | Glen Laurens          | Cathal O’Donovan |
| 4. August 2013  | Emilio Martín          | Anthony Le Duey       | Soren Bystrup    |
| 5. August 2012  | Rob Woestenborghs      | Anthony Le Duey       | Soren Bystrup    |
| 7. August 2011  | Anthony Le Duey        | Soeren Bystrup        | Peter Bech       |
| 2010            |                        |                       |                  |
| 9. August 2009  |                        |                       |                  |
| 13. August 2007 |                        |                       |                  |
| 13. August 2006 |                        |                       |                  |
| 19. Juni 2005   | Armand van der Smissen |                       |                  |
| 5. Mai 2002     |                        |                       |                  |
| 6. Mai 2001     | Benny Vansteelant      | Alessandro Alessandri | Jürgen Dereere   |

| Jahr | Erster Platz         | Zweiter Platz      | Dritter Platz     |
| ---- | -------------------- | ------------------ | ----------------- |
| 2018 |                      |                    |                   |
| 2014 | Susanne Svendsen -3- | Debbie Verstraeten | Kim Nulens        |
| 2013 | Susanne Svendsen -2- | Siobhan Horgan     | Ilse Geldhof      |
| 2012 | Susanne Svendsen     | May Kerstens       | Ilse Geldhof      |
| 2011 | May Kerstens         | Susanne Svendsen   | Alexandra Tondeur |
| 2010 | Ulrike Schwalbe      |                    |                   |
| 2009 |                      |                    |                   |
| 2007 |                      |                    |                   |
| 2006 |                      |                    |                   |
| 2005 |                      |                    |                   |
| 2002 |                      |                    | Ulrike Schwalbe   |
| 2001 | Edwige Pitel         | Erika Csomor       | Yvonne Tinga      |

### Powerman Canada
| Datum/Jahr      | Erster Platz | Zweiter Platz | Dritter Platz |
| --------------- | ------------ | ------------- | ------------- |
| 5. Oktober 2002 |              |               |               |
| 1994            | Greg Watson  |               |               |

| Jahr | Erster Platz | Zweiter Platz | Dritter Platz |
| ---- | ------------ | ------------- | ------------- |
| 2002 |              |               |               |
| 1994 | Heather Fuhr |               |               |

### Powerman Chicago
| Datum/Jahr | Erster Platz  | Zweiter Platz | Dritter Platz |
| ---------- | ------------- | ------------- | ------------- |
| 1995       | Greg Welch    |               |               |
| 1994       | Michael Tobin |               |               |

| Jahr | Erster Platz  | Zweiter Platz | Dritter Platz |
| ---- | ------------- | ------------- | ------------- |
| 1995 | Karen Smyers  |               |               |
| 1994 | Maddy Tormoen |               |               |

### Powerman Colorado
| Datum/Jahr | Erster Platz      | Zweiter Platz | Dritter Platz |
| ---------- | ----------------- | ------------- | ------------- |
| 1997       | Michael Tobin -2- |               |               |
| 1996       | Michael Tobin     |               |               |

| Jahr | Erster Platz   | Zweiter Platz | Dritter Platz |
| ---- | -------------- | ------------- | ------------- |
| 1997 | Jenny Goetsche |               |               |
| 1996 | Jenni Rose     |               |               |

### Powerman Denmark
in Kopenhagen
| Datum/Jahr         | Erster Platz            | Zweiter Platz      | Dritter Platz   |
| ------------------ | ----------------------- | ------------------ | --------------- |
| 11. September 2016 | Kenneth Vandendriessche | Seppe Odeyn        | Yannick Cadalen |
| 10. Mai 2015       | Søren Bystrup           | Søren Abdel Kofoed | Esben Hovgaard  |
| 27. April 2014     | Anthony Le Duey         | Søren Bystrup      | Matt Moorhouse  |

| Jahr | Erster Platz     | Zweiter Platz      | Dritter Platz                  |
| ---- | ---------------- | ------------------ | ------------------------------ |
| 2016 | Nina Brenn       | Maja Stage Nielsen | Susanne Svendsen               |
| 2015 | Annette Corydon  | Melina N. Olsen    | Susanne Svendsen               |
| 2014 | Susanne Svendsen | Annette Corydon    | Laura Marie Jørgensen Hulgaard |

### Powerman European Championships
Die Europameisterschaften auf der Duathlon-Mitteldistanz wurden seit 2004 und zuletzt im April 2014 im Rahmen des Powerman Holland in Horst aan de Maas ausgetragen (15 km erster Lauf, 60 km Radfahren, 7,5 km zweiter Lauf).
Am 11. Mai 2019 wurden die Europameisterschaften der European Triathlon Union (ETU) in Dänemark beim Powerman Viborg ausgetragen.
| Datum/Jahr     | Austragungsort   | Erster Platz                | Zweiter Platz           | Dritter Platz         |
| -------------- | ---------------- | --------------------------- | ----------------------- | --------------------- |
| 11. Mai 2019   | Powerman Viborg  | Daan De Groot               | Jan Petralia            | Gonzalo Fuentes Isasi |
| 6. Mai 2018    | Vejle            | Søren Bystrup               | Felix Köhler            | Simon Jørn Hansen     |
| 21. Mai 2017   | Sankt Wendel     | Felix Köhler                | Søren Bystrup           | Benjamin Choquert     |
| 8. Mai 2016    | Kopenhagen       | Kenneth Vandendriessche -2- | Seppe Odeon             | Yannick Cadalen       |
| 12. April 2015 | Powerman Holland | Kenneth Vandendriessche     | Daniel Formela          | Rob Woestenborghs     |
| 13. April 2014 | Powerman Holland | Rob Woestenborghs           | Kenneth Vandendriessche | Yannick Cadalen       |
| 21. April 2013 | Powerman Holland | Bart Aernouts               | Rob Woestenborghs       | Andy Sutz             |
| 29. April 2012 | Powerman Holland | Joerie Vansteelant -2-      | Anthony Le Duey         | Pieter Rijnders       |
| 18. April 2011 | Powerman Holland | Anthony Le Duey -2-         | Wim De Cort             | Peter Bech            |
| 25. April 2010 | Powerman Holland | Anthony Le Duey             | Aksel Nielsen           | Matt Moorhouse        |
| 19. April 2009 | Powerman Holland | Joerie Vansteelant          | Andy Sutz               | Aksel Nielse          |
| 20. April 2008 | Powerman Holland | Ronnie Schildknecht         | Joerie Vansteelant      | Bart Aernouts         |
| 22. April 2007 | Powerman Holland | Benny Vansteelant -7-       | Ronnie Schildknecht     | Joerie Vansteelant    |
| 23. April 2006 | Powerman Holland | Benny Vansteelant -6-       | Joerie Vansteelant      | Dirk Strothmann       |
| 24. April 2005 | Powerman Holland | Armand van der Smissen      | Dirk Strothmann         | Joerie Vansteelant    |
| 25. April 2004 | Powerman Holland | Sergio Rodriguez Vicente    | Koen Maris              | Gerrit Schellens      |

| Jahr | Erster Platz           | Zweiter Platz      | Dritter Platz      |
| ---- | ---------------------- | ------------------ | ------------------ |
| 2019 | Petra Eggenschwiler    | Melanie Maurer     | Alice Hector       |
| 2018 | Sandrina Illes         | Melanie Maurer     | Marina Van Dijk    |
| 2017 | Emma Pooley            | Laura Zimmermann   | Sandrina Illes     |
| 2016 | Nina Brenn             | Maja Stage Nielsen | Susanne Svendsen   |
| 2015 | Laura Hrebec           | Sara Dossena       | Maja Stage Nielsen |
| 2014 | Jenny Schulz           | Sabrina Monmarteau | Susanne Svendsen   |
| 2013 | Lucy Gossage -2-       | Eva Nyström        | Jenny Schulz       |
| 2012 | Lucy Gossage           | Eva Nyström        | Susanne Svendsen   |
| 2011 | Camilla Lindholm -2-   | May Jerstens       | Maud Goldsteyn     |
| 2010 | Camilla Lindholm       | Ulrike Schwalbe    | Maud Goldsteyn     |
| 2009 | Yvonne van Vlerken -2- | Camilla Lindholm   | Ulrike Schwalbe    |
| 2008 | Michelle Lee           | Yvonne van Vlerken | Michelle Parsons   |
| 2007 | Erika Csomor           | Ulrike Schwalbe    | Yvonne van Vlerken |
| 2006 | Yvonne van Vlerken     | Mariska Kramer     | Michelle Parsons   |
| 2005 | Ulrike Schwalbe        | Yvonne van Vlerken | Jessica Draskau    |
| 2004 | Tina Walter            | Sione Jongstra     | Mariska Kramer     |

### Powerman Finland
in Helsinki
| Datum/Jahr | Erster Platz | Zweiter Platz | Dritter Platz |
| ---------- | ------------ | ------------- | ------------- |
| 2015       |              |               |               |

| Jahr | Erster Platz | Zweiter Platz | Dritter Platz |
| ---- | ------------ | ------------- | ------------- |
| 2015 |              |               |               |

### Powerman Florida
in den USA
| Datum/Jahr         | Erster Platz  | Zweiter Platz | Dritter Platz    |
| ------------------ | ------------- | ------------- | ---------------- |
| 13. Dezember 2015  |               |               |                  |
| 14. Dezember 2014  | Ryan Rau      | Thomas Woods  | Brian Botterweck |
| 22. September 2013 | Cobi Morales  | Mark Swart    | Victor Lavinsky  |
| 1995               | Alec Rukosuev |               |                  |

| Jahr | Erster Platz      | Zweiter Platz | Dritter Platz   |
| ---- | ----------------- | ------------- | --------------- |
| 2015 |                   |               |                 |
| 2014 | Miriam Van Reijen | Isabel Speer  | Gina Donato     |
| 2013 | Lisa Buohler      | Yvonne Carter | Rachel Chambers |
| 1995 | Nancy Riedel      |               |                 |

### Powerman France
Das Rennen wird seit 2021 im französischen Embrun ausgetragen.
| Datum/Jahr    | Erster Platz      | Zweiter Platz     | Dritter Platz |
| ------------- | ----------------- | ----------------- | ------------- |
| 16. Juli 2023 |                   |                   |               |
| 19. Juni 2022 | Dorian Muller     | Mathieu Bourgeois | Fabian Holbar |
| 12. Juli 2021 | Mathieu Bourgeois | Yannick Cadalen   | Daan De Groot |
| 2001          |                   |                   |               |
| 1999          | Nicolas Lebrun    | Stefan Riesen     | Daniel Keller |

| Jahr | Erster Platz   | Zweiter Platz     | Dritter Platz        |
| ---- | -------------- | ----------------- | -------------------- |
| 2023 |                |                   |                      |
| 2022 | Lotte Claes    | Emma Wasser       | Manon Coste          |
| 2021 | Marion Legrand | Garance Blaut     | Ann Schoot-Uiterkamp |
| 2001 |                |                   |                      |
| 1999 | Robyn Roocke   | Isabelle Liadouze | Annamarie Garelli    |

### Powerman Georgia
in den USA
| Datum/Jahr       | Erster Platz | Zweiter Platz | Dritter Platz |
| ---------------- | ------------ | ------------- | ------------- |
| 8. November 2014 |              |               |               |

| Jahr | Erster Platz | Zweiter Platz | Dritter Platz |
| ---- | ------------ | ------------- | ------------- |
| 2014 |              |               |               |

### Powerman Germany
Seit 1993 wurde in Falkenstein der Falkensteiner Duathlon ausgerichtet. Seit 2009 wird dieser über die Distanzen 16 km Laufen, 64 km Radfahren und 8 km Laufen unter Lizenz der IPA unter der Marke „Powerman“ ausgerichtet. Der für den 31. Mai 2015 geplante Powerman Germany musste wegen zu geringen Anmeldezahlen abgesagt werden.
2016 wurde die Deutsche Meisterschaft auf der Duathlon-Langdistanz erstmals in Ulm ausgetragen. Katrin Esefeld aus München wurde beim „Powerman Germany Ulm“ mit dem vierten Gesamtrang Deutsche Meisterin – vor der damals 38-jährigen Weinheimerin Celia Kuch.
2017 wurden hier wieder die Deutschen Meisterschaften ausgetragen.
Im Jahr 2018 wurde der Dachser Duathlon in Alsdorf als Powerman Alsdorf, in die Powerman-Rennserie aufgenommen.
Direkt im ersten Jahr fanden die Deutschen Meisterschaften über die Kurzdistanz (10 km Laufen, 40 km Radfahren und 5 km Laufen) beim Powerman Alsdorf statt. Den Elite-Wettbewerb konnten bei den Männern Patrick Reger und bei den Damen Kristina Ziemons gewinnen. Insgesamt 1010 angemeldete Teilnehmer waren in diesem Jahr am Start.
Seit 2019 finden beim Powerman Alsdorf die Deutschen Meisterschaften über die Mitteldistanz (10 km Laufen, 60 km Radfahren und 10 km Laufen) statt. 2020 sollten zudem erstmals die Europameisterschaften auf der Mitteldistanz stattfinden, welche wegen der COVID-19-Pandemie abgesagt werden mussten. Am 12. Oktober 2020 wurde bekannt gegeben, dass am 15. August 2021 sowohl die Deutschen Meisterschaften als auch die Europameisterschaften auf der Mitteldistanz in Alsdorf stattfinden sollen. Auch diese Austragung wurde am 10. Juni 2021 abgesagt und auf den 10. April 2022 verlegt. Obwohl in der Presse mitgeteilt wurde, dass am 30. April 2023 der letzte Powerman Germany zuletzt in Alsdorf ausgetragen werden sollte, konnte die Veranstaltungsreihe dennoch weitergeführt werden. So wurde am 5. Mai 2024 unter Leitung des Marathon-Clubs Eschweiler das nächste Duathlonevent veranstaltet und auch die Veranstaltung 2025 ist bereits ausgeschrieben, die als Welt- und Deutsche Meisterschaft über die Mitteldistanz gewertet wird.
Seit 2018 Powerman Alsdorf
| Datum          | Erster Platz            | Zweiter Platz      | Dritter Platz         |
| -------------- | ----------------------- | ------------------ | --------------------- |
| 27. Apr. 2025  | Simon Jørn Hansen -3-   | Ondrej Kubo        | Jonathan Wayaffe      |
| 5. Mai 2024    | Simon Jørn Hansen -2-   | Ondrej Kubo        | Émile Blondel Hermant |
| 30. Apr. 2023  | Simon Jørn Hansen       | Sander Heemeryck   | Simon Huckestein      |
| 10. Apr. 2022  | Kenneth Vandendriessche | Lars Van Der Knaap | Simon Huckestein      |
| 14. April 2019 | Daan de Groot           | Jan Petralia       | Sascha Hubbert        |
| 29. April 2018 | Patrick Reger           | Jonas Hoffmann     | Gabriel Allgayer      |

| ITU Weltmeisterschaft auf der Duathlon-Mitteldistanz |

| ETU Europameisterschaft Duathlon Mitteldistanz |

| Datum/Jahr | Erster Platz         | Zweiter Platz      | Dritter Platz    |
| ---------- | -------------------- | ------------------ | ---------------- |
| 2025       | Merle Brunnée        | Rachel Brown       | Madlen Kappeler  |
| 2024       | Melanie Maurer       | Merle Brunnée      | Olivia Keiser    |
| 2023       | Maja Betz            | Merle Brunnée      | Hannah Arlom     |
| 2022       | Diede Diederiks      | Melanie Maurer     | Marieke Brouwers |
| 2019       | Laura Zimmermann     | Katharina Grohmann | Alice Hector     |
| 2018       | Kristina Ziemons -2- | Steffi Jansen      | Ulrike Schwalbe  |

Powerman Germany Ulm
| Jahr           | Erster Platz          | Zweiter Platz      | Dritter Platz  |
| -------------- | --------------------- | ------------------ | -------------- |
| 28. Mai 2017   | Felix Köhler          | Matthias Knossalla | Fabian Zehnder |
| 7. August 2016 | Zoltan Senczyszyn -3- | Anthony Le Duey    | Michele Paonne |

| Jahr | Erster Platz      | Zweiter Platz    | Dritter Platz  |
| ---- | ----------------- | ---------------- | -------------- |
| 2017 | Kristina Ziemons  | Céline Bousrez   | Katrin Esefeld |
| 2016 | Miriam Van Reijen | Susanne Svendsen | Nina Brenn     |

| Datum/Jahr   | Erster Platz          | Zweiter Platz      | Dritter Platz     |
| ------------ | --------------------- | ------------------ | ----------------- |
| 18. Mai 2014 | Zoltan Senczyszyn -2- | Michael Wetzel     | Marcus Büchler    |
| 26. Mai 2013 | Andy Sutz -3-         | Joerie Vansteelant | Daniel Rockoff    |
| 20. Mai 2012 | Joerie Vansteelant    | Matt Moorhouse     | Wim Nieuweerk     |
| 22. Mai 2011 | Andy Sutz -2-         | Matt Moorhouse     | Wim Nieuwkerk     |
| 30. Mai 2010 | Andy Sutz             | Matt Moorhouse     | Boris Stein       |
| 17. Mai 2009 | Jason Spong           | Benjamin Rossmann  | Zoltan Senczyszyn |

| Jahr | Erster Platz         | Zweiter Platz         | Dritter Platz       |
| ---- | -------------------- | --------------------- | ------------------- |
| 2014 | Susanne Svendsen -2- | Katrin Esefeld        | Celia Kuch          |
| 2013 | Julia Viellehner     | Susanne Svendsen      | Katrin Esefeld      |
| 2012 | Susanne Svendsen     | May Kerstens          | Christine Schleifer |
| 2011 | Ulrike Schwalbe -4-  | Jacqueline Uebelhart  | Kristina Lapinova   |
| 2010 | Ulrike Schwalbe -3-  | Jacqueline Uebelhart  | Susanne Svendsen    |
| 2009 | Kristin Möller       | Mariska Kramer-Postma | Susanne Svendsen    |

Von 1993 bis 2008 wurde die Veranstaltung unter dem Namen Falkensteiner Duathlon ausgerichtet (2003 kein Powerman in Falkenstein, hier gab es den Powerman Zeitz) und ab 2009 unter Lizenz der IPA unter dem Namen Powerman Germany.
| Datum/Jahr         | Erster Platz      | Zweiter Platz    | Dritter Platz   |
| ------------------ | ----------------- | ---------------- | --------------- |
| 14. September 2008 | Zoltan Senczyszyn | Dirk Strothmann  | Matthias Graute |
| 16. September 2007 | Sven Kunath       | Markus Thomschke | Dirk Strothmann |
| 17. September 2006 | Enrico Knobloch   | Markus Thomschke | Marcel Glaser   |

| Jahr | Erster Platz        | Zweiter Platz      | Dritter Platz  |
| ---- | ------------------- | ------------------ | -------------- |
| 2008 | Ulrike Schwalbe -2- | Jenny Schulz       | Nina Kuhn      |
| 2007 | Ulrike Schwalbe     | Sigrid Mutscheller | Katrin Esefeld |
| 2006 | Elfi Rose           | Ines Uhlig         | Sybille Achtel |

2001 wurde der Powerman Trier über die Distanzen 8 km Laufen, 95 km Radfahren und 16 km Laufen mit 175 Qualifikationsplätzen für Zofingen ausgetragen:
| Datum/Jahr   | Erster Platz      | Zweiter Platz   | Dritter Platz |
| ------------ | ----------------- | --------------- | ------------- |
| 20. Mai 2001 | Benny Vansteelant | Marc Pschebizin | Timo Bracht   |

| Jahr | Erster Platz | Zweiter Platz     | Dritter Platz         |
| ---- | ------------ | ----------------- | --------------------- |
| 2001 | Karin Thürig | Ariane Schumacher | Dolorita Fuchs-Gerber |

1997 und 1998 wurde der Powerman St. Wendel über 10 km Laufen, 60 km Radfahren und 10 km Laufen ausgetragen.
2016 fand dieses Rennen wieder seinen Platz im Rennkalender.
| Datum/Jahr      | Erster Platz    | Zweiter Platz  | Dritter Platz |
| --------------- | --------------- | -------------- | ------------- |
| 26. Juni 2016   |                 |                |               |
| 23. August 1998 | Yann Million    | Nicolas Lebrun | Andrew Noble  |
| 31. August 1997 | Urs Dellsperger | Daniel Keller  | Greg Watson   |

| Jahr | Erster Platz     | Zweiter Platz      | Dritter Platz         |
| ---- | ---------------- | ------------------ | --------------------- |
| 2016 | Julia Viellehner | Susanne Svendsen   | Katrin Esefeld        |
| 1998 | Irma Heeren      | Edwige Pitel       | Dolorita Fuchs-Gerber |
| 1997 | Debbie Nelson    | Susanne Nedergaard | Antje Pohlmann        |

Von 1993 bis 2000 wurde von Detlef Kühnel in der Hopfenstadt Spalt der Powerman Germany veranstaltet. Die Distanzen betrugen 20 km Laufen, 117 km Radfahren und 10 km Laufen, wobei die Laufstrecke auf einer mehrfach zu durchlaufenden 5 km-Runde abzusolvieren war (1998 in der Auftaktdisziplin auf einer 6,7 km-Runde). Die Radstrecke erstreckte sich über drei Runden und hatte insgesamt rund 1400 Höhenmeter. 1998, als der Powerman Spalt nicht nur Qualifikationsplätze für den Powerman Zofingen, sondern auch für den ebenfalls von Kühnel organisierten Ironman Europe bot, wurden 1245 Starter und 1138 Finisher in Spalt gezählt. 2001 gab Kühnel die Organisation an die Stadt Spalt sowie die Vereine TSV Spalt, SV Großweingarten und TSV Wernfels ab. Die Streckenlänge wurde auf 10 km – 80 km – 10 km reduziert, es kam aber zu keiner weiteren Veranstaltung über 2001 hinaus in Spalt.
| Datum/Jahr         | Erster Platz         | Zweiter Platz      | Dritter Platz      |
| ------------------ | -------------------- | ------------------ | ------------------ |
| 20. Mai 2001       | Sebastian Retzlaff 1 |                    |                    |
| 10. September 2000 | Markus Forster       | Olaf Sabatschus    | Daniel Keller      |
| 19. September 1999 | Daniel Keller 2 -4-  | Henrik Svarre      | Mikael Goasduff    |
| 20. September 1998 | Daniel Keller -3-    | Siegfried Ferstl   | Roland Ballerstedt |
| 21. September 1997 | Daniel Keller -2-    | Roland Ballerstedt | Siegfried Ferstl   |
| 20. September 1996 | Siegfried Ferstl     | Michael Tobin      | Roland Ballerstedt |
| 24. September 1995 | Daniel Keller        | Michael Tobin      | Roland Ballerstedt |
| 2. Oktober 1994    | Detlef Schwarz       | Michael Tobin      | Christian Husmann  |
| 1993               |                      |                    |                    |

| Jahr | Erster Platz          | Zweiter Platz      | Dritter Platz   |
| ---- | --------------------- | ------------------ | --------------- |
| 2001 | 1                     |                    |                 |
| 2000 | Ariane Schumacher     | Tamara Kozulina    | Imke Schiersch  |
| 1999 | Susanne Rufer         | Debbie Nelson      | Alena Peterkova |
| 1998 | Dolorita Gerber 1 -4- | Debbie Nelson      | Susanne Rufer   |
| 1997 | Dolorita Gerber -3-   | Debbie Nelson      | Jane Despaz     |
| 1996 | Dolorita Gerber -2-   | Debbie Nelson      | Kerstin Rudolph |
| 1995 | Dolorita Gerber       | Susanne Nedergaard | Debbie Nelson   |
| 1994 | Maddy Tormoen         | Monika Feuersinger | Martina Weise   |
| 1993 |                       |                    |                 |

### Powerman Gran Canaria
(wird aktuell nicht mehr ausgetragen)
| Datum/Jahr        | Erster Platz   | Zweiter Platz | Dritter Platz |
| ----------------- | -------------- | ------------- | ------------- |
| 2000              |                |               |               |
| 7. September 1999 | Christian Wenk | Daniel Keller | Henrik Svarre |

| Jahr | Erster Platz      | Zweiter Platz        | Dritter Platz |
| ---- | ----------------- | -------------------- | ------------- |
| 2000 |                   | Virginia Berasategui |               |
| 1999 | Kimberly Bruckner | Hilde Wellens        | Hilde Sijmons |

### Powerman Greece
Erstaustragung im März 2019 in Loutraki.
| Datum/Jahr    | Erster Platz | Zweiter Platz  | Dritter Platz   |
| ------------- | ------------ | -------------- | --------------- |
| 24. März 2019 | Seppe Odeyn  | Michelle Paone | Thibaut Le Cras |

| Jahr | Erster Platz   | Zweiter Platz | Dritter Platz         |
| ---- | -------------- | ------------- | --------------------- |
| 2019 | Melanie Maurer | Deniz Dimaki  | Kristína Neč-Lapinová |

### Powerman Hawaii
| Datum/Jahr    | Erster Platz | Zweiter Platz | Dritter Platz |
| ------------- | ------------ | ------------- | ------------- |
| 24. März 2019 |              |               |               |

| Jahr | Erster Platz | Zweiter Platz | Dritter Platz |
| ---- | ------------ | ------------- | ------------- |
| 2019 |              |               |               |

### Powerman Holland
Der Powerman Holland wird seit 2006 jährlich im April in Horst aan de Maas ausgetragen (15 km erster Lauf, 60 km Radfahren und 7,5 km zweiter Lauf).
Zuvor wurde der Bewerb in Venray ausgetragen.
| Datum/Jahr        | Erster Platz             | Zweiter Platz           | Dritter Platz          |
| ----------------- | ------------------------ | ----------------------- | ---------------------- |
| 12. April 2015 2  | Kenneth Vandendriessche  | Daniel Formela          | Rob Woestenborghs      |
| 13. April 2014 2  | Rob Woestenborghs        | Kenneth Vandendriessche | Yannick Cadalen        |
| 21. April 2013 2  | Bart Aernouts            | Rob Woestenborghs       | Andy Sutz              |
| 29. April 2012 2  | Joerie Vansteelant -2-   | Anthony Le Duey         | Pieter Rijnders        |
| 18. April 2011 2  | Anthony Le Duey -2-      | Wim De Cort             | Peter Bech             |
| 25. April 2010 2  | Anthony Le Duey          | Aksel Nielsen           | Matt Moorhouse         |
| 19. April 2009 2  | Joerie Vansteelant       | Andy Sutz               | Aksel Nielse           |
| 20. April 2008 2  | Ronnie Schildknecht      | Joerie Vansteelant      | Bart Aernouts          |
| 22. April 2007 2  | Benny Vansteelant -7-    | Ronnie Schildknecht     | Joerie Vansteelant     |
| 23. April 2006 2  | Benny Vansteelant -6-    | Joerie Vansteelant      | Dirk Strothmann        |
| 24. April 2005 2  | Armand van der Smissen   | Dirk Strothmann         | Joerie Vansteelant     |
| 25. April 2004 2  | Sergio Rodriguez Vicente | Koen Maris              | Gerrit Schellens       |
| 27. April 2003    | Benny Vansteelant -5-    | Huub Maas               | Stefan Riesen          |
| 14. April 2002    | Benny Vansteelant -4-    | Markus Forster          | Stefan Riesen          |
| 9. September 2001 | Benny Vansteelant -3-    | Felix Martinez          | Huub Maas              |
| 7. Mai 2000       | Benny Vansteelant -2-    | Olivier Bernard         | Huub Maas              |
| 18. April 1999    | Benny Vansteelant        | Huub Maas               | Daniel Keller          |
| 13. April 1998    | Huub Maas                | Jan van der Marel       | Daniel Keller          |
| 30. April 1997    | Jonathan Hall            | Rob Barel               | Armand van der Smissen |
| 1996              | Dennis Looze             | Normann Stadler         | John Aalbers           |
| 1995              | Jan van der Marel        | Guido Gosselink         | Edwin van Dort         |

| Jahr | Erster Platz           | Zweiter Platz         | Dritter Platz      |
| ---- | ---------------------- | --------------------- | ------------------ |
| 2015 | Laura Hrebec           | Sara Dossena          | Maja Stage Nielsen |
| 2014 | Jenny Schulz           | Sabrina Monmarteau    | Susanne Svendsen   |
| 2013 | Lucy Gossage -2-       | Eva Nyström           | Jenny Schulz       |
| 2012 | Lucy Gossage           | Eva Nyström           | Susanne Svendsen   |
| 2011 | Camilla Lindholm -2-   | May Jerstens          | Maud Goldsteyn     |
| 2010 | Camilla Lindholm       | Ulrike Schwalbe       | Maud Goldsteyn     |
| 2009 | Yvonne van Vlerken -2- | Camilla Lindholm      | Ulrike Schwalbe    |
| 2008 | Michelle Lee           | Yvonne van Vlerken    | Michelle Parsons   |
| 2007 | Erika Csomor           | Ulrike Schwalbe       | Yvonne van Vlerken |
| 2006 | Yvonne van Vlerken     | Mariska Kramer        | Michelle Parsons   |
| 2005 | Ulrike Schwalbe        | Yvonne van Vlerken    | Jessica Draskau    |
| 2004 | Tina Walter            | Sione Jongstra        | Mariska Kramer     |
| 2003 | Vicky Pincombe         | Tina Walter           | Ulrike Schwalbe    |
| 2002 | Erika Csomor           | Ulrike Schwalbe       | Karin Thürig       |
| 2001 | Karin Thürig           | Erika Csomor          | Christiane Soeder  |
| 2000 | Christiane Soeder      | Dolorita Fuchs-Gerber | Alena Peterková    |
| 1999 | Edwige Pitel           | Dolorita Fuchs-Gerber | Susanne Rufer      |
| 1998 | Alena Peterkova        | Hilde Wellens         | Lucy Smith         |
| 1997 | Lucy Smith             | Dolorita Gerber       | Irma Heeren        |
| 1996 | Susanne Nedergaard     | Irma Heeren           | Mieke Suys         |
| 1995 | Monika Feuersinger     | Melissa Watson        | Wieke Hoogzaad     |

### Powerman Honolulu
| Datum/Jahr | Erster Platz      | Zweiter Platz | Dritter Platz |
| ---------- | ----------------- | ------------- | ------------- |
| 1999       | Michael Tobin -2- |               |               |
| 1998       | Michael Tobin     |               |               |
| 1997       | Tony Olsen        |               |               |

| Jahr | Erster Platz   | Zweiter Platz | Dritter Platz |
| ---- | -------------- | ------------- | ------------- |
| 1999 | Lucy Smith -2- |               |               |
| 1998 | Jane Despas    |               |               |
| 1997 | Lucy Smith     |               |               |

### Powerman Indonesia
| Datum/Jahr       | Erster Platz  | Zweiter Platz | Dritter Platz |
| ---------------- | ------------- | ------------- | ------------- |
| 18. Februar 2017 | Thomas Bruins | Johan Jauhari | Robeno Javier |

| Jahr | Erster Platz | Zweiter Platz       | Dritter Platz |
| ---- | ------------ | ------------------- | ------------- |
| 2017 | Airi Sawada  | Alexandra McDougall | Eva Desiana   |

### Powerman Italy
Das letzte Rennen fand am 21. Oktober 2012 in Lecco statt (10 km erster Lauf, 60 km Radfahren und 10 km zweiter Lauf).
| Datum/Jahr       | Erster Platz           | Zweiter Platz   | Dritter Platz      |
| ---------------- | ---------------------- | --------------- | ------------------ |
| 21. Oktober 2012 | Rob Woestenborghs      | Anthony Le Duey | Boris Stein        |
| 8. Mai 2011      | Joerie Vansteelant -2- | Alessio Picco   | Sebastian Retzlaff |
| 24. Oktober 2010 | Joerie Vansteelant     | Soren Bystrup   | Andy Sutz          |
| 2004             |                        |                 |                    |
| 2003             |                        |                 |                    |
| 23. Juni 1996    | Maurizio Medri         | Norman Stadler  | Huub Maas          |
| 2. Juni 1995     | Michael Tobin          | Mathias Holzner | Maurizio Medri     |

| Jahr | Erster Platz                 | Zweiter Platz    | Dritter Platz        |
| ---- | ---------------------------- | ---------------- | -------------------- |
| 2012 | Simone Helfenschneider-Ofner | Ulrike Schwalbe  | Jacqueline Uebelhart |
| 2011 | Nicole Klingler              | Jessica Jarz     | Michelle Parsons     |
| 2010 | Ulrike Schwalbe              |                  | Jacqueline Uebelhart |
| 2004 | Tamara Kozulina              | Ulrike Schwalbe  |                      |
| 2003 | Tina Walter                  |                  |                      |
| 1996 | Dolorita Gerber              | Susanne Niemeyer | Hilde Wellens        |
| 1995 |                              |                  |                      |

### Powerman Kauai
Nordamerika
| Datum/Jahr | Erster Platz | Zweiter Platz | Dritter Platz |
| ---------- | ------------ | ------------- | ------------- |
| 1993       | Kenny Souza  |               |               |

| Jahr | Erster Platz  | Zweiter Platz | Dritter Platz |
| ---- | ------------- | ------------- | ------------- |
| 1993 | Maddy Tormoen |               |               |

### Powerman Japan
(wird aktuell nicht mehr ausgetragen)
| Datum/Jahr | Erster Platz    | Zweiter Platz | Dritter Platz |
| ---------- | --------------- | ------------- | ------------- |
| 2000       | Olaf Sabatschus |               |               |

| Jahr | Erster Platz | Zweiter Platz | Dritter Platz |
| ---- | ------------ | ------------- | ------------- |
| 2000 |              |               |               |

### Powerman Liechtenstein
(soll 2021 erstmals stattfinden)
| Datum/Jahr | Erster Platz | Zweiter Platz | Dritter Platz |
| ---------- | ------------ | ------------- | ------------- |
| 2021       |              |               |               |

| Jahr | Erster Platz | Zweiter Platz | Dritter Platz |
| ---- | ------------ | ------------- | ------------- |
| 2021 |              |               |               |

### Powerman Luxemburg
Dieser Bewerb, der 2004 und 2006 in Weiswampach und 2009 in Bastendorf stattfand, wurde 2015 in Hosingen wieder ausgetragen.
| Datum/Jahr      | Erster Platz          | Zweiter Platz      | Dritter Platz   |
| --------------- | --------------------- | ------------------ | --------------- |
| 1. Mai 2016     |                       |                    |                 |
| 10. Mai 2015    | Gaël Le Bellec        | Seppe Odeyn        | Glen Laurens    |
| 4. Mai 2014     | Pieter Rijnders       | Francois Humblet   | Yannick Cadalan |
| 2009            | Joerie Vansteelant    | Jason Spong        |                 |
| 2006            | Koen Maris            | Rob Woestenborghs  | Tobias Gärtner  |
| 1. Mai 2005     | Alessandro Alessandri |                    |                 |
| 5. Februar 2004 | Roel Pauwels          | André Bour         | Marc Pschebizin |
| 2003            | Dirk Strothmann       | Henrik Svarre      | Andy Sutz       |
| 2002            |                       |                    |                 |
| 22. April 2001  | Alessandro Alessandri | Torbjørn Sindballe | Huub Maas       |

| Jahr | Erster Platz          | Zweiter Platz        | Dritter Platz      |
| ---- | --------------------- | -------------------- | ------------------ |
| 2016 | Ulrike Schwalbe -4-   |                      | Celia Kuch         |
| 2015 | Katrin Esefeld        | Ilse Geldhof         | Marina Van Dijk    |
| 2014 | Anna Halasz           | Elena Olsen          | Sandra Huberty     |
| 2009 | Mariska Kramer-Postma |                      |                    |
| 2006 | Ulrike Schwalbe -3-   | Nicole Klingler      | Maud Goldsteyn     |
| 2005 | Ulrike Schwalbe -2-   | Nicole Klingler      | Yvonne van Vlerken |
| 2004 | Yvonne van Vlerken    | Heleen bij de Vaate  | Nicole Klingler    |
| 2003 | Ulrike Schwalbe       | Antje Strothmann     | Danielle Lentz     |
| 2002 |                       | Jacqueline Uebelhart |                    |
| 2001 | Irma Heeren           | Ariane Schumacher    | Mariska Kramer     |

### Powerman Malaysia
In Putrajaya werden jährlich die „Asian Duathlon Championships“ ausgetragen (11 km Laufen, 64 km Radfahren und 10 km Laufen). 2010 wurde das Rennen bereits zum neunten Mal ausgetragen. In den Jahren 2014 und 2015 wurden hier keine Rennen ausgetragen und 2016 wurde das Rennen auf März vorverlegt.
| Datum/Jahr    | Erster Platz            | Zweiter Platz          | Dritter Platz           |
| ------------- | ----------------------- | ---------------------- | ----------------------- |
| 2. März 2019  | Antony Costes           | Thomas Bruins          | John Chicano            |
| 4. März 2018  | Thomas Bruins -3-       | Matt Smith             | John Chicano            |
| 5. März 2017  | Thomas Bruins -2-       | Matt Smith             | Emmanuel Comendador     |
| 6. März 2016  | Thomas Bruins           | John Leerams Chicano   | Gaël Le Bellec          |
| 27. Okt. 2013 | Andy Sutz               | Andre Moser            | Thomas Bruins           |
| 4. Nov. 2012  | Rob Woestenborghs -2-   |                        |                         |
| 2011          | Rob Woestenborghs       |                        |                         |
| 14. Nov. 2010 | Joerie Vansteelant -2-  | Rob Woestenborghs      | Soren Bystrup           |
| 8. Nov. 2009  | Andy Sutz               | Bryce Viegas           | Jason Spong             |
| 9. Nov. 2008  | Jason Spong             | Anthony Le Duey        | Andy Sutz               |
| 11. Nov. 2007 | Joerie Vansteelant      | Armand Van der Smissen | Luke Dragstra           |
| 11. Nov. 2006 | Benny Vansteelant       | Joerie Vansteelant     | Crispine Omondi Onyango |
| 3. Okt. 2004  | Crispine Omondi Onyango | Shahrom Abdullah       | Adam Conquest           |
| 12. Okt. 2003 | Huub Maas               | John Kelai             | Shahrom Abdullah        |
| 27. Okt. 2002 | John Kelai              | Shahrom Abdullah       | Henrik Svarre           |

| Middle Distance Duathlon Asian Championships |

| Jahr | Erster Platz              | Zweiter Platz                | Dritter Platz         |
| ---- | ------------------------- | ---------------------------- | --------------------- |
| 2019 | Anna Eberhardt-Halász -3- | Monica Torres                | Shannon Chapman       |
| 2018 | Anna Eberhardt-Halász -2- | Miriam Van Reijen            | Monica Torres         |
| 2017 | Anna Eberhardt-Halász     | Monica Torres                | Alexandra McDougall   |
| 2016 | Emma Pooley               | Airi Sawada                  | Mirassol Abad         |
| 2013 | Radka Vodičková -5-       | Simone Helfenschneider-Ofner | Ilse Geldhof          |
| 2012 | Radka Vodičková -4-       |                              |                       |
| 2011 | Radka Vodičková -3-       |                              |                       |
| 2010 | Radka Vodičková -2-       | Camilla Lindholm             | Michelle Parsons      |
| 2009 | Radka Vodičková           | Camilla Lindholm             | Caroline Koll         |
| 2008 | Rebecca Preston           | Victoria Beck                | Monica Torres         |
| 2007 | Erika Csomor -2-          | Michelle Parsons             | Réka Brassay          |
| 2006 | Erika Csomor              | Michelle Parsons             | Réka Brassay          |
| 2004 | Danielle Florens          | Kelly Mouttet                | Esther Tan Cheng Yin  |
| 2003 | Angela Milne              | Jane Fardell                 | Brigitte Niederberger |
| 2002 | Jane Fardell              | Jodie Nikolic                | Michelle Blaydon      |

### Powerman Mallorca
| Datum/Jahr       | Erster Platz               | Zweiter Platz  | Dritter Platz  |
| ---------------- | -------------------------- | -------------- | -------------- |
| 23. Februar 2019 | Diego Van Looy aus Belgien | Gaël Le Bellec | Michele Paonne |
| Februar 2018     |                            |                |                |
| 25. Februar 2017 |                            |                |                |
| 28. Februar 2016 |                            |                |                |

| Jahr | Erster Platz        | Zweiter Platz | Dritter Platz   |
| ---- | ------------------- | ------------- | --------------- |
| 2019 | Petra Eggenschwiler | Yéssica Pérez | Sigrid Herndler |
| 2018 |                     |               |                 |
| 2017 |                     |               |                 |
| 2016 |                     |               |                 |

### Powerman Michigan
Dieses Rennen in Frankenmuth (USA) wird über die „klassische“ Distanz (10 km Laufen, 60 km Radfahren und 10 km Laufen) ausgetragen.
| Datum/Jahr         | Erster Platz | Zweiter Platz | Dritter Platz |
| ------------------ | ------------ | ------------- | ------------- |
| 5. Mai 2019        |              |               |               |
| 27. September 2015 |              |               |               |
| 1. Oktober 2014    | Chris Legh   | Jeff Wilson   | Clint Verran  |

| Jahr | Erster Platz   | Zweiter Platz | Dritter Platz  |
| ---- | -------------- | ------------- | -------------- |
| 2019 |                |               |                |
| 2015 |                |               |                |
| 2014 | Lisa Veneziano | Nicole Brown  | Michelle Kitze |

### Powerman Muncie
10 km – 60 km – 10 km
| Datum/Jahr | Erster Platz | Zweiter Platz | Dritter Platz |
| ---------- | ------------ | ------------- | ------------- |
|            |              |               |               |

| Jahr | Erster Platz | Zweiter Platz | Dritter Platz |
| ---- | ------------ | ------------- | ------------- |
|      |              |               |               |

### Powerman New Zealand
| Datum/Jahr | Erster Platz  | Zweiter Platz | Dritter Platz |
| ---------- | ------------- | ------------- | ------------- |
| 1996       | Jonathan Hall |               |               |

| Jahr | Erster Platz | Zweiter Platz | Dritter Platz |
| ---- | ------------ | ------------- | ------------- |
| 1996 |              |               |               |

### Powerman Norway
erstmals am 26. September 2015 in Kristiansund
| Datum/Jahr         | Erster Platz | Zweiter Platz | Dritter Platz |
| ------------------ | ------------ | ------------- | ------------- |
| 26. September 2015 |              |               |               |

| Jahr | Erster Platz | Zweiter Platz | Dritter Platz |
| ---- | ------------ | ------------- | ------------- |
| 2015 |              |               |               |

### Powerman Portugal
Im Mafra fand am 16. Februar 2020 die Premiere des Powerman Portugal statt (10 km Laufen, 60 km Radfahren und 5 km Laufen).
| Datum/Jahr       | Erster Platz | Zweiter Platz | Dritter Platz    |
| ---------------- | ------------ | ------------- | ---------------- |
| 16. Februar 2020 | Seppe Odeyn  | João Ferreira | José Estrangeiro |

| Jahr | Erster Platz | Zweiter Platz   | Dritter Platz        |
| ---- | ------------ | --------------- | -------------------- |
| 2020 | Nina Zoller  | Sigrid Herndler | Ann Schoot Uiterkamp |

### Powerman Spain
Langdistanz Duathlon Meisterschaften der Balearen in Can Picafort auf Mallorca (10 km Laufen, 60 km Radfahren, 10 km Laufen)
| Datum/Jahr       | Erster Platz  | Zweiter Platz           | Dritter Platz                 |
| ---------------- | ------------- | ----------------------- | ----------------------------- |
| 25. Februar 2017 | Emilio Romero | Seppe Odeyn             | Miguel Angel Fidalgo Rossello |
| 28. Februar 2016 | Sören Bystrup | Kenneth Vandendriessche | Miguel Angel Fidalgo Rossello |

| Jahr | Erster Platz             | Zweiter Platz | Dritter Platz |
| ---- | ------------------------ | ------------- | ------------- |
| 2017 | Mavi Garcia Canellas -2- | Emma Pooley   | Nina Brenn    |
| 2016 | Mavi Garcia Canellas     |               |               |

### Powerman Sweden
Klassische Distanz (10 km Laufen, 60 km Radfahren, 10 km Laufen) seit 2015 in Göteborg
2016 musste das Rennen abgesagt werden
| Datum/Jahr         | Erster Platz | Zweiter Platz     | Dritter Platz     |
| ------------------ | ------------ | ----------------- | ----------------- |
| 13. September 2015 | Peter Ellis  | Richard Bäckström | Mathias Lundqvist |

| Jahr | Erster Platz | Zweiter Platz | Dritter Platz |
| ---- | ------------ | ------------- | ------------- |
| 2015 |              |               |               |

### Powerman Tennessee
in College Grove
| Datum/Jahr    | Erster Platz      | Zweiter Platz | Dritter Platz |
| ------------- | ----------------- | ------------- | ------------- |
| 5. Mai 2002   |                   | Jonathan Hall |               |
| 8. April 2001 | Benny Vansteelant | Henrik Svarre | Huub Maas     |

| Jahr | Erster Platz | Zweiter Platz | Dritter Platz |
| ---- | ------------ | ------------- | ------------- |
| 2002 |              |               |               |
| 2001 | Edwige Pitel | Erika Csomor  | Corinne Raux  |

### Powerman Thailand
Dieses Rennen in Nakhon Nayok wurde 2017 erstmals ausgetragen.
| Datum/Jahr      | Erster Platz  | Zweiter Platz    | Dritter Platz |
| --------------- | ------------- | ---------------- | ------------- |
| 22. Januar 2017 | Thomas Bruins | Ritchie Nicholls | Ivan Vlasenko |

| Jahr | Erster Platz          | Zweiter Platz | Dritter Platz            |
| ---- | --------------------- | ------------- | ------------------------ |
| 2017 | Anna Eberhardt-Halász | Aira Sawada   | Mandana Dehghan Manshadi |

### Powerman UK
in Guernsey und seit 2015 in Sherborne
| Datum/Jahr      | Erster Platz       | Zweiter Platz   | Dritter Platz    |
| --------------- | ------------------ | --------------- | ---------------- |
| 2015            |                    |                 |                  |
| 11. August 2014 | Matt Moorhouse     | Esben Kacsmarek | David Vaugham    |
| 6. April 2003   |                    |                 |                  |
| 28. März 1999   | Benny Van Steelant | Andy Peace      | Nicolas Lebrun   |
| 30. März 1997   | Jonathan Hall      | Edwin van Dort  | Julian Jenkinson |

| Jahr | Erster Platz   | Zweiter Platz   | Dritter Platz    |
| ---- | -------------- | --------------- | ---------------- |
| 2015 |                |                 |                  |
| 2015 | Siobhan Horgan | Amy Chalk       | Charlotte Harris |
| 2003 |                | Ulrike Schwalbe |                  |
| 1999 | Edwige Pitel   | Fiona Lothian   | Jacqui Shand     |
| 1997 | Fiona Lothian  | Kerstin Rudolph | Helen Cawthorne  |

### Powerman Wisconsin
in den USA
| Datum/Jahr   | Erster Platz | Zweiter Platz | Dritter Platz |
| ------------ | ------------ | ------------- | ------------- |
| 7. Juni 2015 |              |               |               |

| Jahr | Erster Platz | Zweiter Platz | Dritter Platz |
| ---- | ------------ | ------------- | ------------- |
| 2015 |              |               |               |

### Powerman Zeitz
Der Duathlon Zeitz bei Leipzig war von 1999 an mehrfach Austragungsort Deutscher Meisterschaften, Europacups und Europameisterschaften. 2003 lief die Veranstaltung unter Lizenz der IPA als Powerman Zeitz. Folgeveranstaltungen für 2004 und 2005 wurden abgesagt.
Auch 2014 und 2015 war ein Powerman Zeitz geplant, er sollte benannt werden nach dem 2007 beim Radtraining tödlich verunglückte Duathleten „Benny Vansteelant Powerman Duathlon Zeitz“.
Als Veranstaltungsdatum war der 14. Juni 2015 geplant.
| Datum/Jahr       | Erster Platz          | Zweiter Platz         | Dritter Platz  |
| ---------------- | --------------------- | --------------------- | -------------- |
| 25. Mai 2003     | Benny Vansteelant -4- | Kim Nielsen           | Huub Maas      |
| 26. Mai 2002 1   | Benny Vansteelant -3- | Markus Forster        | Lino Barruncho |
| 13. Mai 2001 2 3 | Jürgen Dereere        | Ralf Eggert           | Nils Goerke    |
| 21. Mai 2000 3   | Benny Vansteelant -2- | Alessandro Alessandri | Jürgen Dereere |
| 9. Mai 1999 3    | Benny Vansteelant     | Marino Vanhoenacker   | Jean-Luc Besse |

| Jahr | Erster Platz      | Zweiter Platz         | Dritter Platz          |
| ---- | ----------------- | --------------------- | ---------------------- |
| 2003 | Tina Walter       | Jenka Ilavska         | Ulrike Schwalbe        |
| 2002 | Erika Csomor      | Vicky Pincombe        | Edwige Pitel           |
| 2001 | Irma Heeren       | Christiane Soeder     | Ines Estedt            |
| 2000 | Christiane Soeder | Laure LeBihan-Boucher | Gabriela Loskotova     |
| 1999 | Edwige Pitel      | Christiane Soeder     | Laure Le Bihan-Boucher |

### Powerman World Championships
Zofingen ist seit 1989 Austragungsort des Powerman Zofingen, bei dem jährlich im September die Duathlon-Weltmeisterschaft über die Langdistanz der International Powerman Association (I.P.A.) ausgetragen wird.
Der Powerman wird über die Duathlon-Langdistanz ausgetragen:
- Erster Lauf, 10 km
- Radstrecke, 150 km
- Zweiter Lauf, 30 km

→ Hauptartikel: Powerman Zofingen
Im November 2000 wurde die Weltmeisterschaft auf der Langdistanz in Pretoria (Südafrika) ausgetragen (10 km Laufen, 60 km Radfahren und 10 km Laufen).
2022 wurden die Powerman-Weltmeisterschaften in Dänemark ausgetragen.
| Datum/Jahr    | Austragungsort | Weltmeister       | Zweiter Platz     | Dritter Platz           |
| ------------- | -------------- | ----------------- | ----------------- | ----------------------- |
| 7. Mai 2022   | Viborg         | Ondrej Kubo       | Simon Jørn Hansen | Kenneth Vandendriessche |
| 12. Nov. 2000 | Pretoria       | Benny Vansteelant | Felix Martinez    | Marino Vanhoenacker     |

| Jahr | Erster Platz   | Weltmeisterin         | Dritter Platz       |
| ---- | -------------- | --------------------- | ------------------- |
| 2022 | Melanie Maurer | Line Thams            | Sarah Noemi Frieden |
| 2000 | Edwige Pitel   | Dolorita Fuchs-Gerber | Irma Heeren         |